# Pristimantis librarius
Eleutherodactylus librarius là một loài động vật lưỡng cư trong họ Strabomantidae, thuộc bộ Anura. Loài này được Flores & Vigle miêu tả khoa học đầu tiên năm 1994.